# Paice, Ashton and Lord
Paice, Ashton and Lord (också känd som Paice Ashton Lord och PAL) var ett kortlivat brittiskt rockband bildat 1977.

## Bakgrund
Efter att Deep Purple splittrats 1976, bildade Ian Paice och Jon Lord, Deep Purples trumslagare och keyboardspelare, bandet tillsammans med sångaren Tony Ashton bandet Paice, Ashton and Lord. Gitarristen Bernie Marsden och basisten Paul Martinez kompletterade bandet.

## Karriär
Bandets karriär blev tämligen kortvarig. Endast ett studioalbum gavs ut, den av kritiker rosade men av skivköparna ratade Malice in Wonderland (1977). Bandet turnerade en del, och senare liveinspelningar från turnén finns utgivna. Efter att Tony Ashton brutit benet (efter att ha fallit av scenen på en konsert) lades bandet ner.

## Diskografi
Studioalbum
- Malice in Wonderland (album av Paice, Ashton & Lord) (1977)

Livealbum
- BBC Radio 1 Live In Concert (1992)
- Live 1977 (2012)

## Efter bandet
John Lord och Bernie Marsden anslöt sig 1978 till David Coverdales relativt nystartade band Whitesnake, dit även Ian Paice följde året efter. 